# Dynamite! (Ike & Tina Turner)
Dynamite! è il secondo album in studio del duo musicale statunitense Ike & Tina Turner, pubblicato nel 1962.

## Tracce
1. You Should'a Treated Me Right
2. It's Gonna Work Out Fine
3. A Fool in Love
4. Poor Fool
5. I Idolize You
6. Tra La La La
7. Sleepless
8. I'm Jealous
9. Won't You Forgive Me
10. The Way You Love Me
11. I Dig You
12. Letter from Tina